# Naturbrücke am Schwarzwasserbach

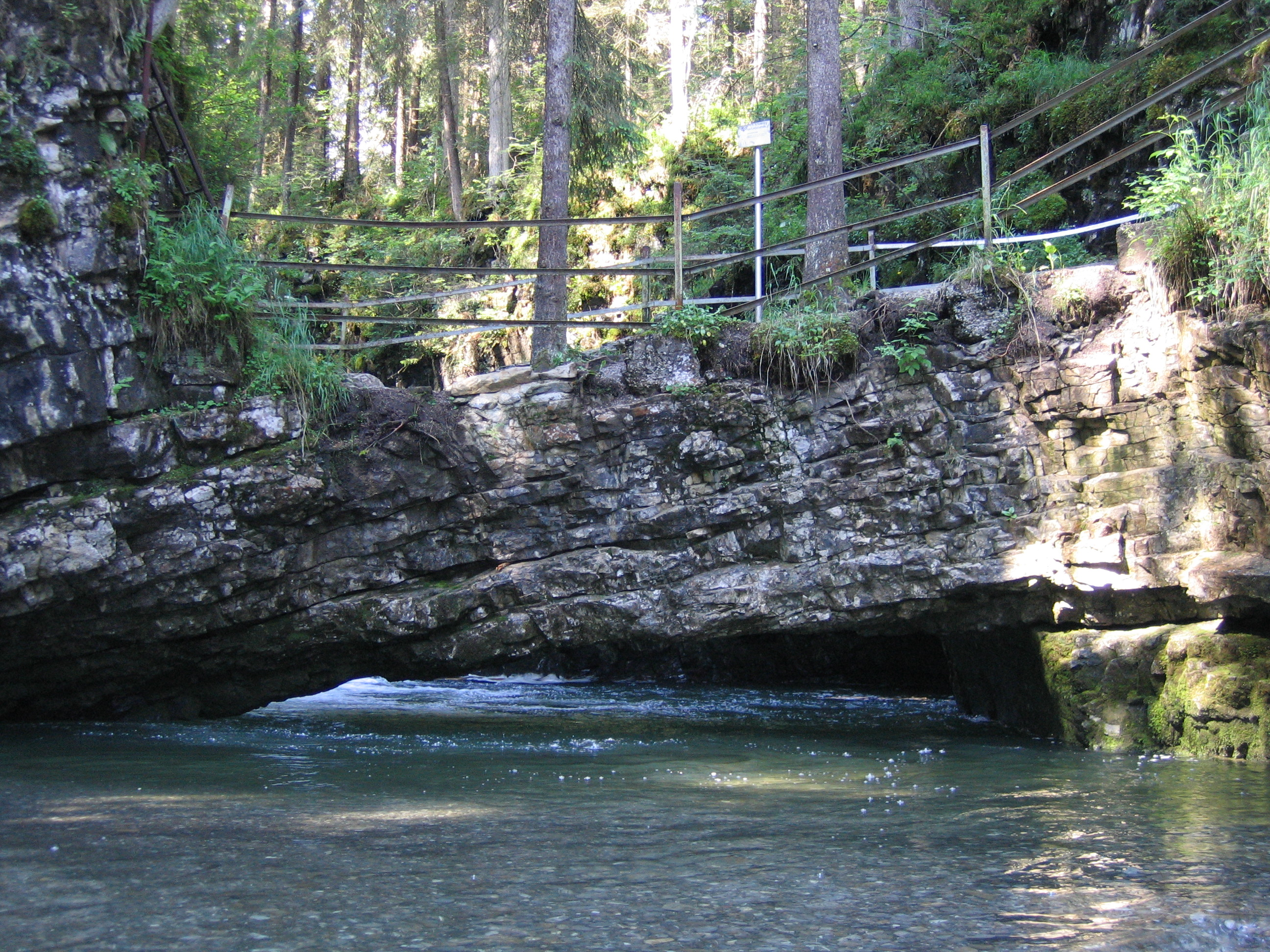
Naturbrücke am Schwarzwasserbach in Mittelberg, Vorarlberg, Österreich

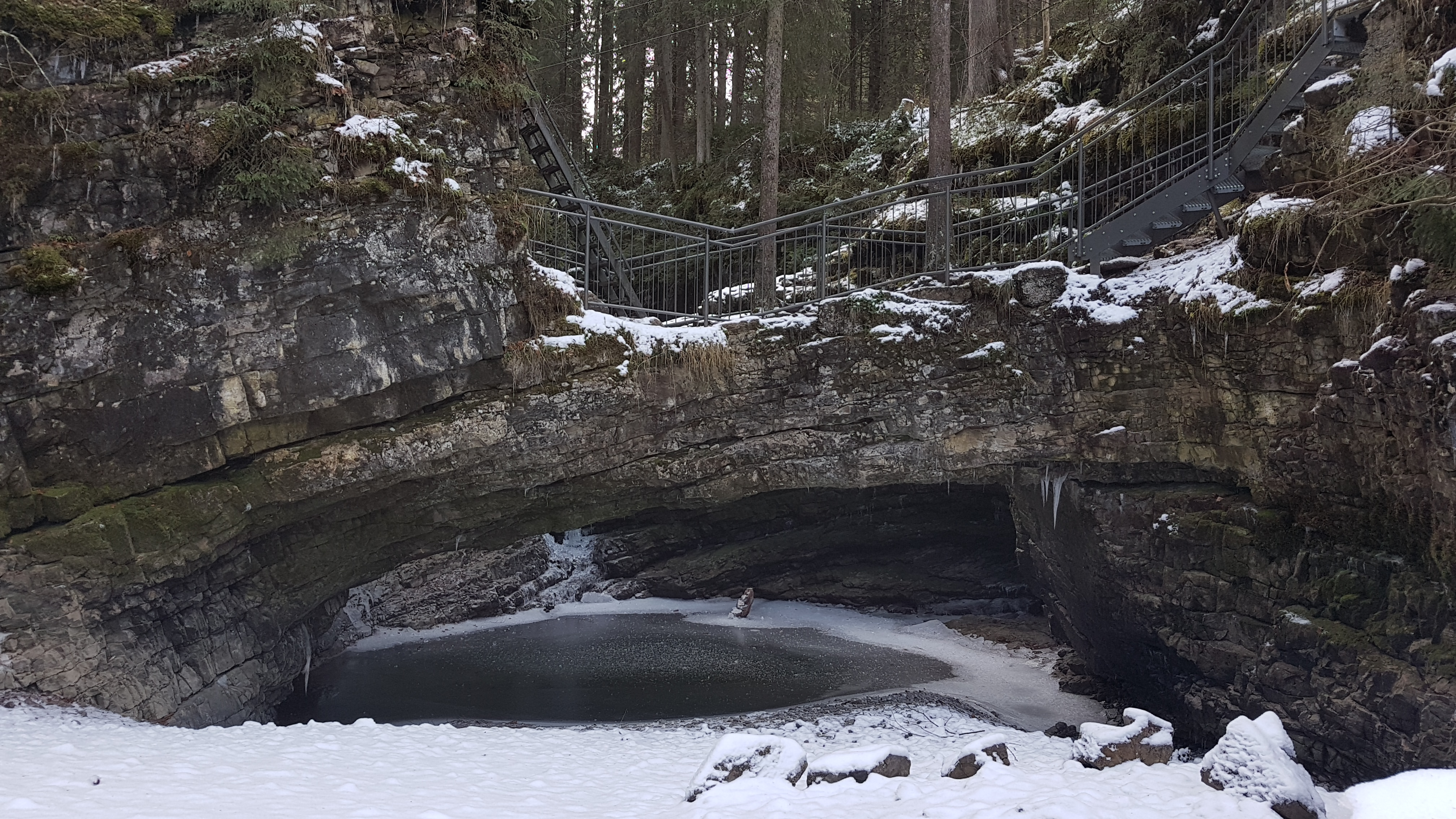
Die Naturbrücke im Winter 2019 bei Niedrigwasser

Das Naturdenkmal Naturbrücke am Schwarzwasserbach  befindet sich in der Parzelle Naturbrücke in der Gemeinde  Mittelberg  im Bezirk Bregenz, Vorarlberg, Österreich.
Es handelt sich bei der Naturbrücke um einen natürlichen Brückenbogen mit einer Spannweite von etwa 5 Metern aus Schrattenkalk, der vom  Schwarzwasserbach unterquert wird. Das Naturdenkmal entstand durch die jahrtausendelange Erosionswirkung des Schwarzwasserbachs durch die Ausweitung von bestehenden Gesteinsklüften im Schrattenkalk.
Etwa 50 Meter unterhalb des Naturdenkmals, bei der Einmündung des Auerbaches (auch: Aubach) in den Schwarzwasserbach, befindet sich eine Straßenbrücke (Kesselschwand). Die Parzelle Naturbrücke und das Naturdenkmal befinden sich in der Nähe der Straße Kesselschwand auf etwa 1070 m ü. A. etwa bei Gewässerkilometer (Schwarzwasserbach)  2,16. Das Ortszentrum von Riezlern ist etwa 1200 Meter Luftlinie entfernt, die L201 (Kleinwalsertalstraße) etwa 750 Meter.
Wenige Meter unterhalb der Einmündung des Auerbachs (Aubachs) in den Schwarzwasserbach befindet sich das Naturdenkmal Wasserfall Schwarzwasserbach und etwa 40 Meter oberhalb der Naturbrücke das Naturdenkmal Strudeltöpfe Schwarzwasserbach.